# Tendürek Geçidi
Tendürek Geçidi (turco, passo di Tendürek in italiano) è un valico situato in Turchia a 2644 m s.l.m..
La sua sommità è percorsa da una strada asfaltata parte della strada europea E99 che – pur trovandosi in un'area esterna ai confini geografici dell'Europa –  è tra le più alte situate in stati europei.

## Descrizione
Il valico è ubicato in Anatolia Orientale, tra le montagne dell'Altopiano armeno e mette in comunicazione le province di Ağrı e di Van. Le temperature invernali nell'area possono scendere sotto i -10 °C ed alcune testimonianze indicano la presenza di animali selvatici quali il lupo e l'orso.

## Strada
La strada statale 975 dalla città di Doğubeyazıt (1600 m s.l.m.), sita nella provincia di Ağrı a circa 35 km dal confine con l'Iran, si dirige verso sud superando il villaggio di Somkaya (2400 m s.l.m.) e raggiungendo i 2 644 m del passo. Percorrendo il versante sud la stessa strada sconfina nella provincia di Van e permette di raggiungere la città di Çaldıran (2050 m s.l.m.), con un percorso di complessivi 65 km.
La strada è soggetta a chiusure invernali che possono andadare dall'autunno fino ad aprile e nel 2017 l'allora ministro dei trasporti e delle infrastrutture Ahmet Arslan dichiarò che per ovviare a questo problema era in preparazione il progetto di un tunnel stradale. L'itinerario è stato teatro in più occasioni di incidenti stradali mortali .
La stessa strada statale 975, circa 200 km più a sud ed ancora all'interno della provincia di Van, attraversa un altro passo tra i più elevati situati in stati in europei: il Güzeldere Geçidi.